# اففرد دركي (كامبريدجشير)
اففرد دركي (بالإنجليزية: Offord D'Arcy)‏ هي قرية وأبرشية مدنية تقع في المملكة المتحدة في إنجلترا. يقدر عدد سكانها بـ 747 نسمة .